# Tatarli
Tatarli (macedónul: Татарли, törökül Tatarlı) település Észak-Macedóniában, a Délkeleti körzetben, a Valandovói járásban.

## Népesség
| Lakosok száma | 73   | 62   | 36   | 24   | 46   | 121  | 116  |      |
|               | 1948 | 1953 | 1961 | 1971 | 1981 | 1991 | 1994 | 2002 |

- 2002-ben lakatlan település, korábban törökök lakták.